# IDGAFOS
«IDGAFOS» (un acrónimo de "I Don't Give a Fuck or Shit") es un sencillo de  moombahcore del productor americano Dillon Francis. Este fue lanzado en su debut el 18 de octubre de 2011 a través de Mad Decent. 

## Composición
La canción posee un tempo de 110 BPM, melodías de sintetizadores con ondas simples como onda cuadrada y onda de sierra. También contiene samples distorsionados de la voz de Adam Levine pertenecientes al sencillo "Stereo Hearts" de la banda Gym Class Heroes. 

"I.D.G.A.F.O.S" tiene una versión "VIP" realizada por Dillon llamada "I.D.G.A.F.O.S 2.0", que consta de una mejora de mezcla, además de distinta introducción y final.

## Popularidad
- Esta canción aparece en el videojuego Saints Row IV en la estación de dubstep y trap, Mad Decent 106.9.
- En 2014, "IDGAFOS" figuró en un anuncio de Beats Music en el que Ellen DeGeneres baila esta canción.[3]

## Lista de canciones
| Digital download |                  |          |  |
| N.º              | Título           | Duración |  |
| 1.               | «IDGAFOS»        | 4:08     |  |
| 2.               | «Beautician 2.0» | 4:04     |  |